# Thomasville (Georgia)
Thomasville település az Amerikai Egyesült Államok Georgia államában, Thomas megyében, melynek megyeszékhelye is. Lakosainak száma 18 881 fő (2020. április 1.).

## Népesség
A település népességének változása:

| 2010 | 18 413 |
| 2020 | 18 881 |